# Gliese 682
Gliese 682 (GJ 682) è una stella nella costellazione dello Scorpione, situata a poco più di 1º dalla brillante Sargas (θ Scorpii). Di magnitudine +10,96, non è visibile a occhio nudo. Dista 16,4 anni luce dal sistema solare e i sistemi stellari più vicini a Gliese 682 sono Gliese 674, a 1,8 anni luce, e Gliese 693, a 4,7 anni luce. Nel 2014 sono stati scoperti due pianeti extrasolari orbitanti attorno ad essa, uno dei quali situato all'interno della zona abitabile.

## Caratteristiche
Come tante altre stelle che popolano l'universo, Gliese 682 è una debole nana rossa, che pare inattiva, senza attività cromosferica e con un periodo di rotazione di 10,7 giorni. Il suo tipo spettrale è M3.5V,, possiede una massa di poco superiore a un quarto della massa solare e la sua temperatura superficiale è di circa 3000 K.

## Sistema planetario
Nel 2014 sono stati scoperti due pianeti con il metodo della velocità radiale, entrambi più massicci della Terra, con masse minime rispettivamente di 4,4 e 8,7 M⊕, distanti 0,08 e 0,18 UA dalla stella e con periodi orbitali di 17,5 e 57,3 giorni. La zona abitabile di Gliese 682 è stimata essere da 0,05 a 0,09 UA di distanza da essa, quindi il pianeta b, probabilmente una super Terra con superficie solida, dovrebbe trovarsi al suo interno. Il pianeta più distante, Gliese 682 c, è più massiccio e la sua natura non è molto chiara; essendo sconosciuti il raggio e la densità, potrebbe anche trattarsi di un mininettuno senza superficie solida, e in ogni caso sarebbe troppo freddo per essere abitabile, con una temperatura di equilibrio stimata in meno di 200 K (-75 °C).
Sotto, un prospetto del sistema.
| Pianeta | Tipo                      | Massa   | Periodo orb. | Sem. maggiore | Eccentricità | Scoperta |
| ------- | ------------------------- | ------- | ------------ | ------------- | ------------ | -------- |
| b       | Super Terra               | ≥4,4 M⊕ | 17,48 giorni | 0,08 UA       | 0,08         | 2014     |
| c       | Super Terra o Mininettuno | ≥8,7 M⊕ | 57,32 giorni | 0,176 UA      | 0,10         | 2014     |